# Bibala
Bibala ist eine Kleinstadt und ein Landkreis in Angola. Bis 1975 hieß der Ort Vila Arriaga.

## Geschichte
Die Ortschaft entstand unter Portugiesischer Kolonialverwaltung mit der Ankunft der Namibebahn am 1. Februar 1912, unter dem Namen Arriaga, nach dem portugiesischen Staatspräsidenten Manuel José de Arriaga (1841–1917). Wohnhäuser für die Beschäftigten entstanden hier, zudem wurde von den siedelnden Familien fortan Ackerbau und Viehzucht betrieben. Eine eigene Gemeinde wurde der Ort am 21. Juni 1918. Mit der Erhebung zur Kleinstadt (Vila) am 13. Dezember 1965 wurde der Ort auch Sitz eines eigenen Kreises. Nach der Unabhängigkeit Angolas 1975 wurde der portugiesische Ortsname Vila Arriaga gegen die heutige Bezeichnung ausgetauscht.

## Verwaltung
Bibala ist Sitz eines gleichnamigen Kreises (Município) in der Provinz Namibe. Der Kreis hat etwa 50.000 Einwohner (Schätzung 2014). Die Volkszählung 2014 soll fortan gesicherte Bevölkerungsdaten liefern.
Der Kreis setzt sich aus vier Gemeinden (Comunas) zusammen:
- Bibala
- Caitou
- Kapangombe
- Lola

Zu den wichtigsten Ortschaften neben den Gemeindesitzen gehören Vitchapitchapi, Fito, Pupa-1 und Mungondue.

## Wirtschaft und Verkehr
Der Kreis ist landwirtschaftlich geprägt. Insbesondere im Anbau von Mais und Sorghumhirse gehört Bibala zu den wichtigsten Produktionsgebieten im Land. Auch Viehzucht ist zu nennen. Ausbau und Asphaltierung der Verbindungsstraßen des Kreises sollen zukünftig die wirtschaftlichen Tätigkeiten beflügeln.
Bibala ist ein Haltepunkt der Namibebahn. Im Verlauf des angolanischen Bürgerkriegs (1975–2002) war die Eisenbahnverbindung eingestellt worden. Nach der schrittweisen Inbetriebnahme ab 2010 weihte Staatspräsident José Eduardo dos Santos am 25. August 2012, mit der Ankunft der erneuerten Eisenbahnstrecke an ihrem Endpunkt in Menongue, die vollständige Strecke neu ein. Bis 2013 wurden zudem eine Reihe Bahnhöfe der Strecke neu errichtet oder umfassend renoviert. Auch Bibala erhielt dabei einen neuen Bahnhof.